# Elezioni generali in Tanzania del 2005
Le elezioni generali in Tanzania del 2005 si tennero il 14 dicembre per l'elezione del Presidente e il rinnovo del Parlamento.

## Risultati

### Elezioni presidenziali
| Jakaya Kikwete      | Chama Cha Mapinduzi                                 | 9 123 952  | 80,28 |  |  |  |  |  |
| Ibrahim Lipumba     | Fronte Unito Civico                                 | 1 327 125  | 11,68 |  |  |  |  |  |
| Freeman Mbowe       | Partito della Democrazia e dello Sviluppo           | 668 756    | 5,88  |  |  |  |  |  |
| Augustine Mrema     | Partito Laburista di Tanzania                       | 84 901     | 0,75  |  |  |  |  |  |
| Sengondo Mvungi     | Partito della Riforma e della Costruzione Nazionale | 55 819     | 0,49  |  |  |  |  |  |
| Christopher Mtikila | Partito Democratico                                 | 31 083     | 0,27  |  |  |  |  |  |
| Emmanuel Makaidi    | Lega Nazionale per la Democrazia                    | 21 574     | 0,19  |  |  |  |  |  |
| Anna Senkoro        | Partito Progressista di Tanzania                    | 18 783     | 0,17  |  |  |  |  |  |
| Leonard Shayo       | Demokrasia Makini                                   | 17 070     | 0,15  |  |  |  |  |  |
| Paul Henry Kyara    | Voce del Popolo                                     | 16 414     | 0,14  |  |  |  |  |  |
| Totale              | Totale                                              | 11 365 477 | 100   |  |  |  |  |  |
|                     |                                                     |            |       |  |  |  |  |  |
| Voti non validi     | Voti non validi                                     | 510 450    | 4,30  |  |  |  |  |  |
| Votanti             | Votanti                                             | 11 875 927 | 72,41 |  |  |  |  |  |
| Elettori            | Elettori                                            | 16 401 694 |       |  |  |  |  |  |

### Elezioni parlamentari
| Liste                                               | Voti       | %     | Seggi |
| --------------------------------------------------- | ---------- | ----- | ----- |
| Chama Cha Mapinduzi                                 | 7 579 897  | 69,99 | 206   |
| Fronte Unito Civico                                 | 1 551 243  | 14,32 | 19    |
| Partito della Democrazia e dello Sviluppo           | 888 133    | 8,20  | 5     |
| Partito Laburista di Tanzania                       | 297 230    | 2,74  | 1     |
| Partito della Riforma e della Costruzione Nazionale | 239 452    | 2,21  | –     |
| Partito Democratico Unito                           | 155 887    | 1,44  | 1     |
| Altri                                               | 117 671    | 1,09  | –     |
| Totale                                              | 10 829 513 | 100   | 232   |